# ドゥエルガル (ダンジョンズ&ドラゴンズ)
ドゥエルガル(Duergar)、あるいはグレイ・ドワーフ(Gray Dwarf)は、テーブルトークRPG『ダンジョンズ&ドラゴンズ』（D&D）に登場する架空の種族で、冷酷で邪悪なドワーフである。名前の由来はドワーフと同じく、北欧神話に登場する妖精ドヴェルグ(Dvergr)、あるいはノーサンバーランドの民間伝承に伝わるサイモンサイド・ヒルズのドワーフからきている。

## 掲載の経緯

### AD&D 第1版(1977-1988)
ドゥエルガルは『アドバンスト・ダンジョンズ&ドラゴンズ』（AD&D）の第1版、『Monster ManualⅡ』(1983、未訳)にて、「滅多にお目にかけない邪悪なドワーフの一族」と紹介された。また、追加データ集、『Unearthed Arcana』(1985、未訳)にてプレイヤー用種族として登場した。

### AD&D 第2版(1989-1999)
AD&D第2版では『Monstrous Compendium Volume 2』(1989、未訳)に登場し、『Monstrous Manual』(1983、未訳)に再掲載された。『The Complete Psionics Handbook』(1991、未訳)ではドゥエルガルのサイオニック版が登場した。『The Complete Book of Dwarves』(1991、未訳)と『Player's Option: Skills & Powers』(1995、未訳)ではプレイヤー用種族として登場した。

### D&D 第3版(2000-2002)、D&D 第3.5版(2003-2007)
D&D第3版では『モンスターマニュアル』(2000)に登場し、3.5版でも改訂版『モンスターマニュアル』(2005)にてドワーフの一種として登場。これが日本語版で初登場となる。フォーゴトン・レルムの地下世界を扱った『Underdark』(2003、邦題『アンダーダーク』)では詳細な設定が紹介され、2007年に同書が翻訳されたことにより、日本語版では初めてとなるイラストでの登場となった。『Expanded Psionics Handbook』(2004、邦題『サイオニクス・ハンドブック』)では前版に引き続きドゥエルガルのサイオニック版が登場した。『ドラゴン』325号(2004年11月)ではより詳細な設定が掲載された。

### D&D 第4版(2008-)
D&D第4版では、『モンスター・マニュアルⅡ』(2009)に以下の個体が登場している。
- ドゥエルガルの衛兵／Duergar Guard
- ドゥエルガルの斥候／Duergar Scout
- ドゥエルガルの術士／Duergar Theurge
- ドゥエルガルの突撃兵／Duergar Shock Trooper
- ドゥエルガルの肉裂き屋／Duergar Fleshtearer
- ドゥエルガルの地獄叫び／Duergar Hellcaller
- ドゥエルガルの暗黒戦士／Duergar Blackguard
- ドゥエルガルの冒涜神官／Duergar Blasphemer

これに先立ち、冒険シナリオ集『Thunderspire Labyrinth』(2009、邦題『雷鳴山の迷宮』)に登場している。
また、エッセンシャルズのモンスター集、『Monster Vault』(2010、未訳)ではドゥエルガルの斥候、ドゥエルガルの衛兵に加えて以下の個体が登場している。
- ドゥエルガルのこそ泥／Duergar Thug
- ドゥエルガルの襲撃隊長／Duergar Raid Leader
- ドゥエルガルの“地獄の配偶者”／Duergar Infernal Consort

### D&D 第5版(2014-)
D&D第5版では、『モンスター・マニュアル』(2014)に登場している。
モンスター集、『Mordenkainen's Tome of Foes』(2018、邦題『モルデンカイネンの敵対者大全』)では蜘蛛にまたがったドゥエルガルの騎士、“ドゥエルガル・カヴァルラクニ”、サイオニックと錬金術を組み合わせた武器職人、“ドゥエルガル・ザロルン”など以下のドゥエルガルが登場している。
- ドゥエルガル・スクリーマー／Duergar Screamer
- ドゥエルガルのカヴァルラクニ／Duergar Kavalrachni
- ドゥエルガルのザロルン／Duergar Xarrorn
- ドゥエルガルの蹂躙者／Duergar Despot
- ドゥエルガルの将軍／Duergar Warlord
- ドゥエルガルの精神支配能力者／Duergar Mindmaster
- ドゥエルガルの魂の剣士／Duergar Soulblade
- ドゥエルガル・ハンマラー／Duergar Hammerer

### パスファインダーRPG
D&D3.5版のシステムを継承するパスファインダーRPGにてドゥエルガルは『ベスティアリィ』(2009)に登場している。

## 肉体的な特徴
ドゥエルガルの身長はおよそ4.5フィート(約137cm)、体重は200ポンド(90kg)ほどで、ドワーフとほぼ変わらない。体型もドワーフと同じくがっしりしている。肌の色はくすんだ灰色で、目には虹彩がない。3.5版『モンスターマニュアル』では男女ともに禿頭としているが、第4版『モンスター・マニュアルⅡ』には記載がなく、頭髪のある女性ドゥエルガルのイラストがある。髭はドワーフ同様長く伸ばしている。

## 社会
ドゥエルガルはアンダーダーク(D&Dの地下世界)に棲まう陰気で排他的、冷酷な種族である。
第4版の設定では、かつてはドワーフの一氏族だったがアンダーダークにてマインド・フレイヤーとの戦いに敗れ長らく奴隷の境遇を強いられ、自由になる頃には地獄の流儀に染まって邪悪になってしまったとしている。彼らは隷属の間にドワーフの神モラディンの信仰を捨て、邪神を崇拝するようになり、その邪悪な恩恵を受けている。
ドゥエルガルは他のドワーフとは怨恨関係にあり、見つけ次第殺そうとする一方、時として、ドラウなどのアンダーダークの諸種族と結託する。地下世界における彼らの規模はドラウに匹敵し、彼らの都市も規模、堅固さ、豊かさ、そして残忍さもドラウの城塞と遜色ない。だが、ドゥエルガルの都市は終わりなき労働のためだけに存在する。
ドゥエルガルはドワーフ同様、採鉱や金属細工に労苦を厭わぬ勤勉な労働者である。また、地下世界の商人としてキャラバンを組んでもいる。彼らキャラバンは奴隷商人であり、捕らえた者は奴隷として過酷な労働に駆り出す。
彼らは地下で迷彩となるくすんだ茶褐色の衣服を着用する。住居の中では装飾品を身につけることもあるが、光を反射せぬよう曇らせた作りをしている。
ドゥエルガルは力こそ正義と信じ、弱き者には微塵も同情しない。また、恩知らずであると同時に大変恨み深く、それが妄想であろうとも受けた軽蔑は一生忘れない。彼らの属性は“秩序にして悪”である。
ドゥエルガルは『Expanded Psionics Handbook』によればサイオニック能力(超能力)で、姿を隠したり巨大化して見せたりすることができ、3.5版と第5版のデータにも継承されている。その反面、明るい光の下では目が眩んでしまう。

## 信仰
ドゥエルガルは第3版では絶え間なき労苦を強いる邪神ラドゥグエル(Laduguer)や、その養女にして“見えざる芸術の女王”、“征服の斧公”の異名を持つ邪神、“深き”デューラ(Deep Duerra)を崇拝している。彼らはドゥエルガルにサイオニック能力を授けていたが、ドワーフの主神モラディンと武神“銀髭”クランゲディン(Clangeddin Silverbeard)によって斃され、4版ではその能力を失っている。
第4版では、アークデヴィル(強力な悪魔)のアスモデウスを崇拝している。第5版ではラドゥグエルの信仰によってイリシッドの束縛から逃れることができたが、アスモデウスがこの神に扮してドゥエルガルを悪の道に誘っている。

## D&D世界でのドゥエルガル

### フォーゴトン・レルムでのドゥエルガル
フォーゴトン・レルムではフェイルーンの地下南北に点在するアンダーダークに都市を構えている。
北部ノースダークにはドゥエルガル最大の都市グラックルスタッフ(Gracklstugh)がある。地底湖の湖畔にあるこの城塞都市にはドゥエルガル(人口の8割以上を占める)やデロが、ドワーフやゴブリンを奴隷として従わせている。グラックルスタッフはノースダークで最も質の良い装備を持った軍隊を有している。かつてはラドゥグエル信仰が盛んだったが、ラドゥグエル亡き4版のグラックルスタッフは信仰及び魔術に対する備えは貧弱である。4版時点での王は若きホーガー・スティールシャドゥⅤ世である。
南部ダークランズには、かつて“深き”デューラを崇める都市フラースザムディンがあったが、デューラが滅び、4版になって発生した呪文荒廃(世界を覆っていた魔法の源が壊れたことによる大災害)による地震によって崩壊し、新たな街フラース(Fraasz)を興した。この街に通ずる道は迷路になっており、周囲からの防壁となっている。フラースの街は同名の部族によって運営されている。この街のドゥエルガルは地下に棲息する野獣の調教に秀で、交易や探鉱、略奪に従事している。フラース族は一族間の内部抗争が激しく、この街に関わるよそ者は否応なく抗争に巻き込まれることになる。

## D&D関連作品でのドゥエルガル
- 『若獅子の戦賦-監獄島編』
  - D&D第3.5版リプレイ。第1話「若獅子が監獄島を打ち破る顛末」に登場。監獄島を統べる獄長の1人として登場[10]。

## コンピュータゲームでのドゥエルガル
- 『ティル・ナ・ノーグ』シリーズ

仲間となるキャラクターとして登場。